# 에드워드 전쟁
에드워드 전쟁(Edwardian War)은 백년전쟁의 제1기로, 1337년-1453년에 해당한다. 잉글랜드 국왕 에드워드 3세가 아키텐에 대한 주권을 유지하고 더 나아가 프랑스 왕위까지 노리고 전쟁을 일으켰다.
에드워드 3세는 아키텐 공작을 겸했으며, 아키텐 공작으로서는 프랑스 국왕 필리프 4세의 제후였다. 그러나 1337년 필리프 6세가 아키텐을 몰수하려고 했고, 그에 대한 대응으로 에드워드는 1340년 스스로를 프랑스 국왕으로 선언한다. 에드워드 3세와 그 아들 흑태자는 프랑스 전역을 휩쓸며 오베로셰(1345년), 크레시(1346년), 칼레 등지에서 대승을 거두었다. 1350년 중반 흑사병의 창궐로 인해 전쟁이 중단되었고 1357년 보르도에서 휴전이 협정되었다. 이후 런던에서 1358년, 1359년 두 차례 조약이 조인되었다.
런던 조약이 파기되자 에드워드 3세는 다시 프랑스를 공격해 공격했다. 예전만큼 성과가 훌륭하지는 않았지만 그래도 프랑스에 브레티니 조약을 강제할 수 있게 되었다. 그러나 검은 월요일 (1360년)이라고 불리는 폭풍이 잉글랜드군을 덮쳐 병력 상당수가 상실되었고 에드워드 3세는 평화협상에 임해야 했다. 이후 9년간 평화가 지속되었다가 백년전쟁 제2기인 캐롤라인 전쟁이 개전했다.